# 이희준
이희준(1979년 6월 29일 ~ )은 대한민국의 배우이다.

## 생애 및 연기활동
군 입대를 앞두고 환송회를 하다가 교통사고를 당해 큰 수술을 받게 되어 군대 면제가 됐고, 그로 인한 공백기에 대구광역시 달서구에서 연극을 시작했다. 2002년 이윤택을 알게 되면서 연희단거리패에서 연기를 배웠다. 2010년 연극 《B언소》에 출연 당시 KBS 드라마 스페셜 PD의 눈에 띄어 단막극에 여러차례 출연하면서 이름을 알리기 시작하였다. 2012년 KBS 2TV의 《넝쿨째 굴러온 당신》에 출연하여 2013년 백상예술대상 TV부문 남자신인연기상을 수상했다.
이희준은 2016년 4월 모델 이혜정과 결혼하였다.

## 학력
- 영남대학교 공과대학 화학공학 중퇴
- 한국예술종합학교 연극원 연기과 예술사

## 연기 활동

### 영화
- 2004년 단편 《누가 나를 찾아오는가》 ... 명수 역
- 2005년 단편 《거침없이 해피엔드》 ... 현태 역
- 2006년 단편 《붉은 나비》 ... 경찰/남자 역
- 2007년 《밀양》 ... 야외기도회 자원봉사자 역
- 2007년 단편 《고필덕》 ... 봉준 역
- 2007년 《그림자》 ... 부장 역
- 2009년 《약탈자들》 ... 성익 역
- 2009년 단편 《더 나쁜 범죄》
- 2009년 《나는 곤경에 처했다!》 ... 시형 역
- 2009년 단편 《빙 어 트레블러》
- 2009년 《전우치》 ... 강림 역
- 2010년 《부당거래》 ... 남 형사 역
- 2010년 《황해》 ... 보은 경찰 2 역
- 2010년 《심장이 뛴다》 ... 약사 역
- 2011년 《모비딕》 ... 현덕 역
- 2011년 《퀵》 ... 대망실장 역
- 2011년 《특수본》 ... 근수 역
- 2012년 《범죄와의 전쟁: 나쁜놈들 전성시대》 ... 대학생 1 역
- 2012년 《화차》 ... 노승주 역
- 2012년 《차형사》 ... 경석 역
- 2013년 《환상속의 그대》 ... 김혁근 역
- 2013년 《감기》 ... 주병기 역
- 2013년 《결혼전야》 ... 고대복 역
- 2014년 《해무》 ... 창욱 역
- 2016년 《오빠생각》 ... 갈고리 역
- 2016년 《로봇, 소리》 ... 신진호 역
- 2016년 《최악의 하루》 ... 운철 역
- 2017년 《여교사》 ... 표상우 역
- 2017년 《미옥》 ... 최대식 검사 역
- 2017년 《1987》 ... 윤상삼 기자 역
- 2017년 《아빠의 검》(단편 영화)
- 2018년 《미쓰백》 ... 장섭 역
- 2018년 《미성년》... 윤아 아빠
- 2018년 《마약왕》 ... 최진필 역
- 2018년 《병훈의 하루》(단편 영화) ... 감독, 주연
- 2020년 《남산의 부장들》 ... 곽상천 역
- 2020년 《오! 문희》 ... 황두원 역
- 2021년 《습도 다소 높음》
- 2022년 《방관자들》 ... 김낙수 역
- 2024년 《황야》 ... 양기수 역
- 2024년 《핸섬가이즈》 ... 박상구 역
- 2024년 《보고타: 마지막 기회의 땅》 ... 수영 역

### 드라마
- 2007년 MBC 미니시리즈 《케 세라 세라》 ... 4화 단역 형사 역
- 2008년 iHQ DRAMA 쇼킹법정드라마 《크라임 시즌 2》 ... 검사 역
- 2010년 KBS2 단막극 《KBS 드라마 스페셜 - 우연의 남발》 ... 넘버1 역
- 2010년 KBS2 단막극 《KBS 드라마 스페셜 - 텍사스 안타》 ... 민석 역
- 2011년 KBS2 4부작 드라마 《KBS 드라마 스페셜 연작 시리즈 - 완벽한 스파이》 ... 이상준 역
- 2011년 KBS2 수목드라마 《공주의 남자》 ... 공칠구 역
- 2011년 KBS2 단막극 《KBS 드라마 스페셜 - 큐피드 팩토리》 ... 유소준 역
- 2011년 KBS2 단막극 《KBS 드라마 스페셜 - 동일범》 ... 정종두 역
- 2012년 KBS2 수목드라마 《난폭한 로맨스》 ... 고재효 역
- 2012년 KBS2 주말연속극 《넝쿨째 굴러온 당신》 ... 천재용 역
- 2012년 KBS2 단막극 《KBS 드라마 스페셜 - 습지생태 보고서》
- 2012년 KBS2 수목드라마 《전우치》 ... 마강림 / 정대용 역
- 2013년 KBS2 월화드라마 《직장의 신》 ... 무정한 역
- 2014년 JTBC 월화드라마 《유나의 거리》 ... 김창만 역
- 2016년 SBS 드라마스페셜 《푸른 바다의 전설》 ... 조남두 역
- 2017년 tvN 토일드라마 《세상에서 가장 아름다운 이별》 ... 인철 역
- 2018년 tvN 단막극 《드라마 스테이지 - 낫 플레이드》 ... 조성욱 역
- 2018년 OCN 주말드라마 《미스트리스》 ... 한상훈 역
- 2021년 tvN 토일드라마 《빈센조》... 종만의 파트너 역 (1회)
- 2021년 tvN 수목드라마 《마우스》... 고무치 역
- 2021년 OCN 주말드라마 《키마이라》 ... 이중엽 / 이태영 역
- 2022년 tvN 월화드라마 《연예인 매니저로 살아남기》 ... 이희준 역
- 2024년 Netflix 오리지널 드라마 《살인자ㅇ난감》 ... 송촌 역
- 2024년 Disney+ 오리지널 드라마 《지배종》 … 선우재 역
- 2025년 SBS 금토드라마 《나의 완벽한 비서》 ... 피터 권 역 (특별출연)
- 2025년 Netflix 오리지널 드라마 《악연》 … 박재영 역
- 2025년 Disney+ 오리지널 드라마 《나인 퍼즐》 ... 강치목 역

### 연극
- 2007년 연극 《멜로드라마》
- 2008년 연극 《우리 노래방 가서... 얘기 좀 할까?》
- 2008년 연극 《내 마음의 안나푸르나》
- 2008년 뮤지컬 《거울공주 평강이야기》
- 2010년 연극 《B언소》
- 2012년 연극 《웨딩 스캔들》(게이 결혼식) ... 앙리 역
- 2012년 뮤지컬 《거울공주 평강이야기》
- 2014년 연극 《나와 할아버지》
- 2014년 연극 《한때 사랑했던 여자에게 보내는 구소련 우주비행사의 마지막 메시지 》
- 2015년 연극 《나와 할아버지》

## 연기 외 활동

### 라디오 프로그램
- 2015년 《EBS 책 읽는 라디오 낭독 시리즈》 (EBS FM)

## 웹예능
- 2024년 《나영석의 와글와글》(유튜브)

## 수상 및 후보
| 연도 | 시상식                      | 부문                             | 작품                       | 결과 |
| ---- | --------------------------- | -------------------------------- | -------------------------- | ---- |
| 2011 | KBS 연기대상                | 남자 특집·단막극상               | KBS 드라마 스페셜 - 동일범 | 수상 |
| 2012 | 제5회 코리아 드라마 어워즈  | 남자 우수연기상                  | 넝쿨째 굴러온 당신         | 수상 |
| 2012 | 제5회 코리아 드라마 어워즈  | 심사위원특별상                   | 넝쿨째 굴러온 당신         | 수상 |
| 2012 | KBS 연기대상                | 남자 신인연기상                  | 넝쿨째 굴러온 당신         | 수상 |
| 2012 | KBS 연기대상                | 베스트 커플상 (with 조윤희)      | 넝쿨째 굴러온 당신         | 수상 |
| 2013 | 제49회 백상예술대상         | TV부문 남자 신인연기상           | 넝쿨째 굴러온 당신         | 수상 |
| 2013 | 제6회 전주국제영화제        | 뉴스타상                         | 빈칸                       | 수상 |
| 2013 | KBS 연기대상                | 남자 조연상                      | 직장의 신                  | 후보 |
| 2016 | SBS 연기대상                | 판타지드라마부문 남자 우수연기상 | 푸른 바다의 전설           | 후보 |
| 2020 | 제56회 백상예술대상         | 영화부문 남자 조연상             | 남산의 부장들              | 후보 |
| 2020 | 제25회 춘사영화제           | 남우조연상                       | 남산의 부장들              | 후보 |
| 2020 | 제29회 부일영화상           | 남우조연상                       | 남산의 부장들              | 수상 |
| 2021 | 제41회 청룡영화상           | 남우조연상                       | 남산의 부장들              | 후보 |
| 2021 | 제57회 백상예술대상         | TV부문 남자 조연상               | 마우스                     | 후보 |
| 2022 | 제20회 디렉터스 컷 어워즈   | 올해의 새로운 남자배우상         | 남산의 부장들              | 후보 |
| 2024 | 제60회 백상예술대상         | TV부문 남자 조연상               | 살인자ㅇ난감               | 후보 |
| 2024 | 제3회 청룡 시리즈 어워즈    | 남우조연상                       | 살인자ㅇ난감               | 후보 |
| 2024 | 제33회 부일영화상           | 남우주연상                       | 핸섬가이즈                 | 후보 |
| 2024 | 제44회 한국영화평론가협회상 | 남우주연상                       | 핸섬가이즈                 | 수상 |
| 2024 | 제44회 황금촬영상           | 심사위원특별상                   | 핸섬가이즈                 | 수상 |
| 2024 | 제45회 청룡영화상           | 남우조연상                       | 핸섬가이즈                 | 후보 |
| 2025 | 제61회 백상예술대상         | 영화부문 남자 최우수연기상       | 핸섬가이즈                 | 후보 |
| 2025 | 제23회 디렉터스 컷 시상식   | 시리즈부문 올해의 남자배우상     | 살인자ㅇ난감               | 수상 |